# Rennrodel-Amerika-Pazifikmeisterschaften 2020

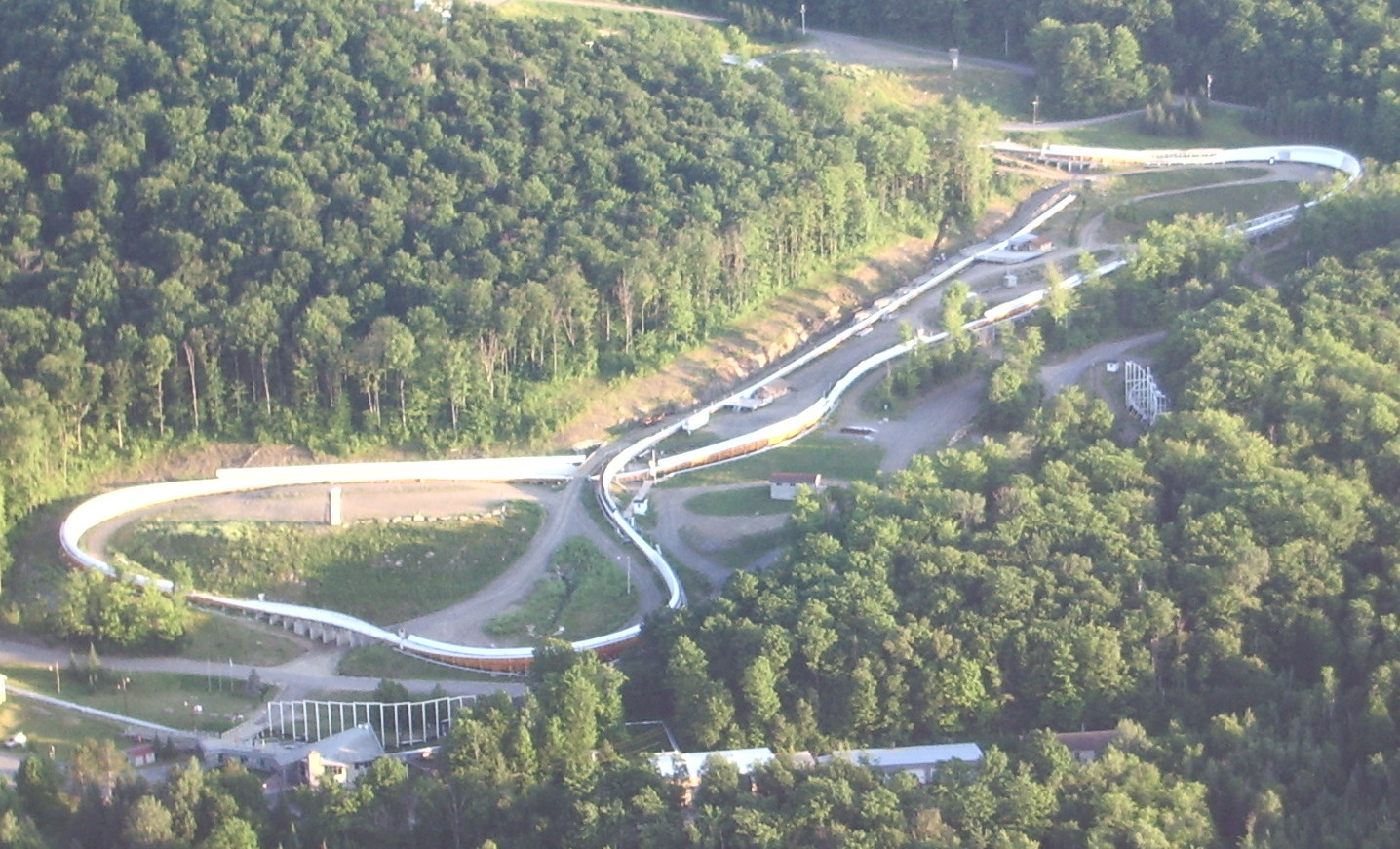
Olympia-Bobbahn Mount Van Hoevenberg, Lake Placid

Die Rennrodel-Amerika-Pazifikmeisterschaften 2020 sollten vom 21. bis 23. Januar 2021 im Rahmen des 8. Weltcuprennens der Saison 2020/21 auf der Olympia-Bobbahn Mount Van Hoevenberg in Lake Placid, Vereinigte Staaten ausgetragen werden.
Am 15. September veröffentlichte der Rennrodelweltverband aufgrund der COVID-19-Pandemie einen angepassten Weltcupkalender, in dessen Rahmen eine Verlegung des Lake-Placid-Weltcups nach Oberhof als Option vorgesehen wurde. Einen Tag später wurde der ursprünglich an Lake Placid vergebene Weltcup offiziell nach Oberhof verlegt. FIL-Exekutivdirektor Christoph Schweiger begründete diesen Schritt damit, dass „[a]uf Grund der gesetzlichen Vorgaben des US-Bundesstaates New York (zwei Wochen Quarantäne) […] ein Weltcup in Lake Placid leider nicht möglich“ sei. Eine Entscheidung bezüglich der Durchführung der Amerika-Pazifikmeisterschaften wurde jedoch nicht getroffen.
Vorgesehen waren Wettbewerbe in den Einsitzern für Männer und Frauen und dem Doppelsitzer. Alle Wettbewerbe sollten in zwei Wertungsläufen entschieden werden, die im Rahmen des Weltcuprennen in den entsprechenden Disziplinen gefahren werden. Da die traditionell Ende Januar oder Anfang Februar ausgetragenen Rennrodel-Weltmeisterschaften 2021 im kanadischen Whistler stattfinden sollten (später aufgrund der Pandemiesituation nach Königssee verlegt), wurde die nordamerikanische Weltcuptour, die gewöhnlicherweise für den Dezember terminiert wird, ursprünglich in zeitliche Nähe zur Veranstaltung gelegt. Damit sollte der Reise- und Transportaufwand für die Sportlerinnen und Sportler sowie Verbände reduziert werden. Die kontinentalen Amerika-Pazifiktitelkämpfe des Jahres 2020, die stets auf einer der nordamerikanischen Bahnen gefahren werden, hätten somit erst zu Beginn des Jahres 2021 ausgetragen werden sollen.

## Titelverteidiger
Bei den vergangenen Amerika-Pazifikmeisterschaften 2019 im kanadischen Whistler siegten die US-Amerikanerin Emily Sweeney im Einsitzer der Frauen, ihr Landsmann Tucker West im Einsitzer der Männer sowie das kanadische Doppelsitzerpaar Tristan Walker und Justin Snith.

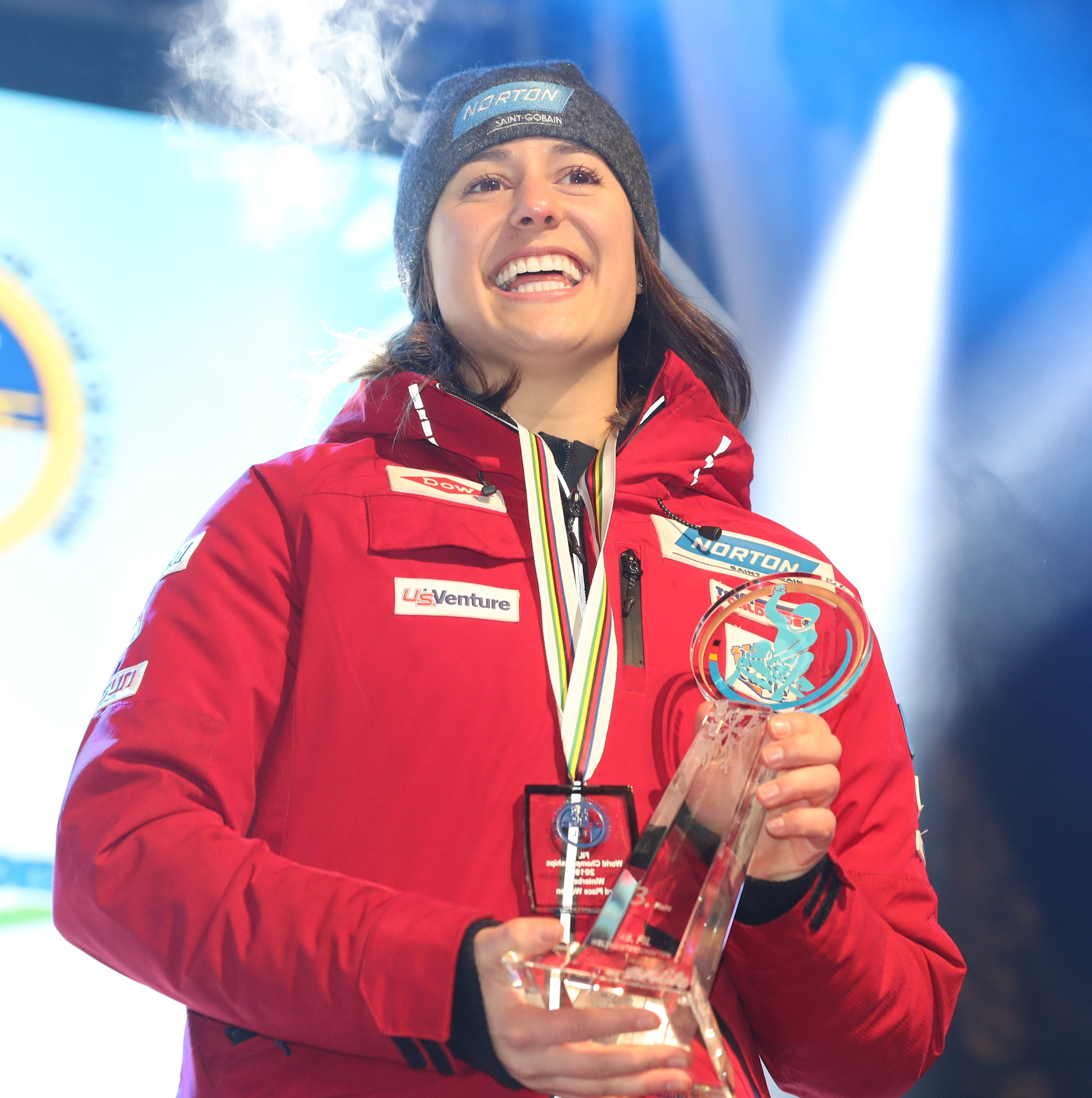
Emily Sweeney
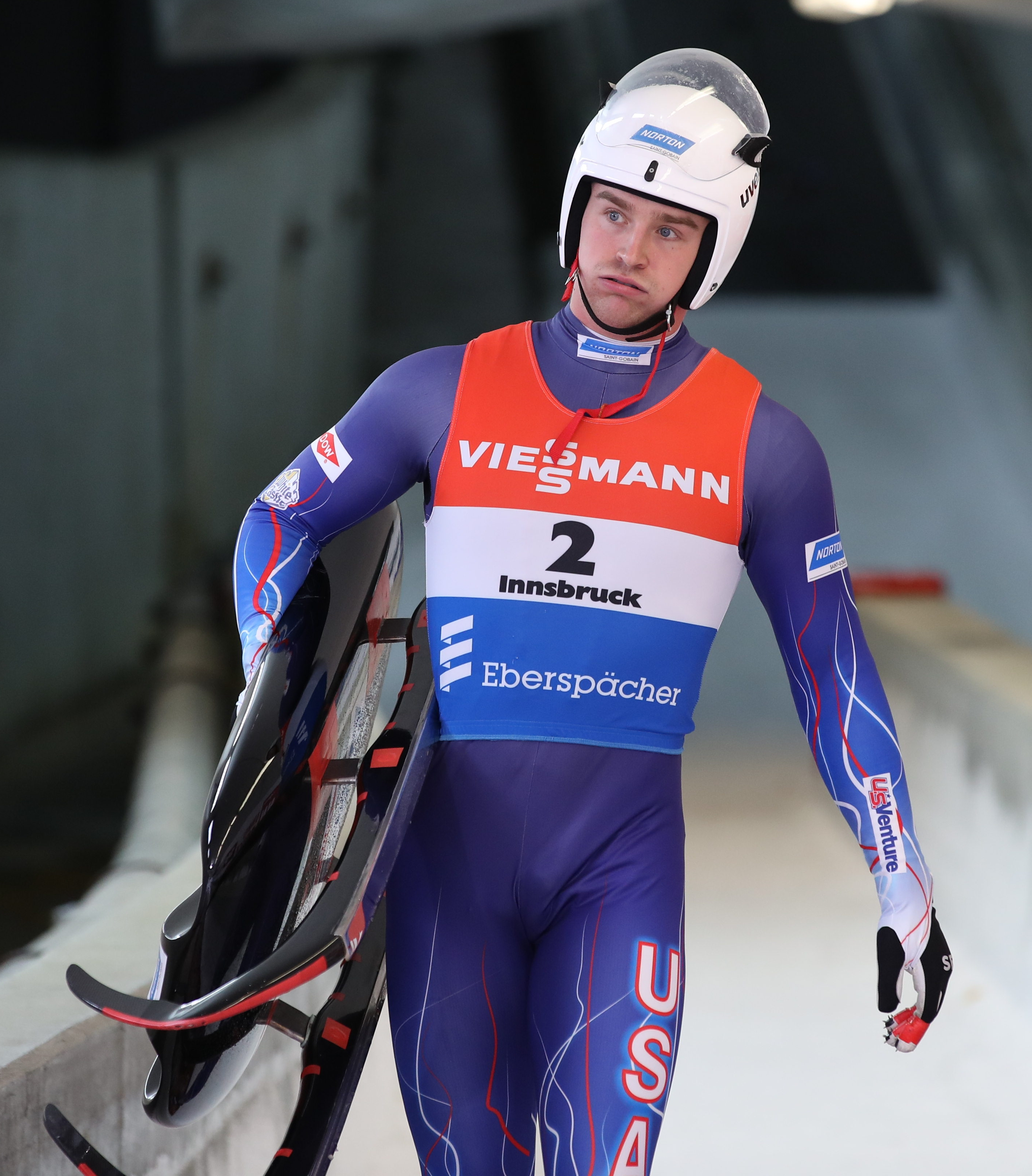
Tucker West
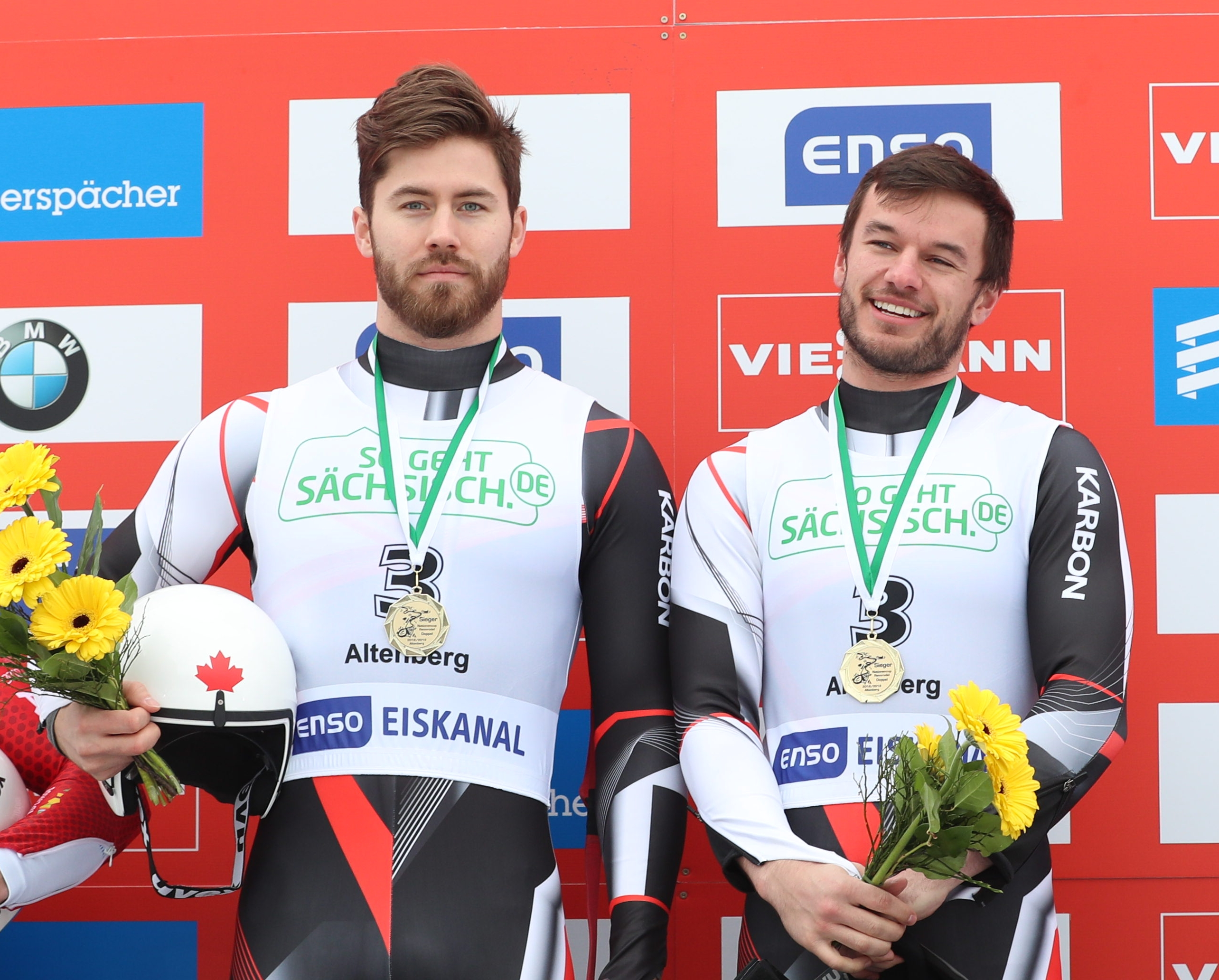
Tristan Walker und Justin Snith